# Organización territorial de Dinamarca

Las cinco regiones administrativas de Dinamarca.

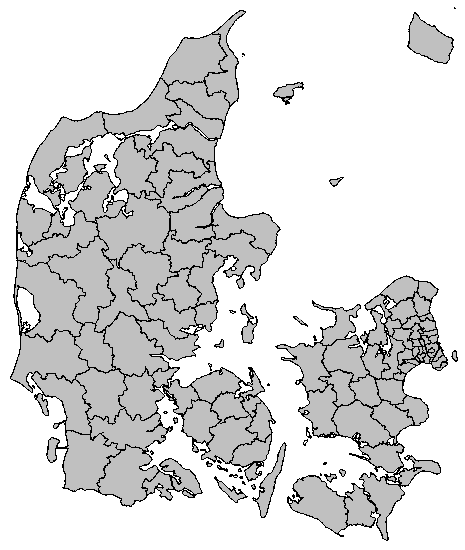
Mapa de los 98 municipios.

La organización territorial Dinamarca está dividida administrativamente en cinco regiones y estas en 98 municipios. Esta  está vigente desde el 1 de enero de 2007 tras ser abolida la histórica división del territorio en 13 distritos.
| Región                              | Capital  | Población (2013) | Superficie | Densidad | Municipios |
| ----------------------------------- | -------- | ---------------- | ---------- | -------- | ---------- |
| Región Capital Hovedstaden          | Hillerød | 1.732.068        | 2.561      | 676,32   | 29         |
| Jutlandia Central Midtjylland       | Viborg   | 1.272.510        | 13.142     | 96,83    | 19         |
| Dinamarca Meridional Syddanmark     | Vejle    | 1.201.419        | 12.191     | 98,55    | 22         |
| Selandia Region Sjælland            | Sorø     | 816.359          | 7.273      | 112,24   | 17         |
| Jutlandia Septentrional Nordjylland | Aalborg  | 580.272          | 7.910      | 73,36    | 11         |

## Organización entre 1970 y 2006

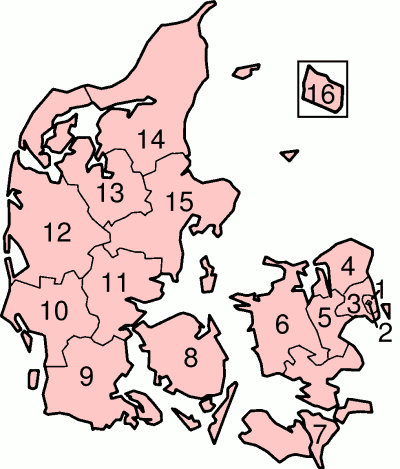
División administrativa entre 1970 y 2006, con los trece distritos y los tres municipios autónomos.

Desde 1970 hasta el 31 de diciembre de 2006, Dinamarca estuvo dividida en 13 distritos (amter) y 271 municipios (kommuner).
En el caso del área metropolitana de Copenhague, este estaba administrado por el distrito homónimo a excepción de dos municipios autónomos, uno del mismo nombre y el de Frederiksberg. En tanto, la isla de Bornholm se encontraba dividida en cinco municipios que conformaban un condado hasta que fueron unidas en un solo municipio regional el 1 de enero de 2003. Este municipio regional tenía las mismas características que los municipios autónomos de la capital.
En 2004, el gobierno propuso reformar el sistema administrativo al actual: cinco grandes regiones con el fin de administrar el sistema de salud. La propuesta además incluía la reducción de municipios a cerca de 100 con un mínimo de 20.000 habitantes por cada uno (aunque se establecieron algunas excepciones). El parlamento de Dinamarca finalmente aprobó la propuesta el 24 de febrero de 2005.
|    | Kommuner                | Capital       | Tipo           | Población | Superficie | Densidad |
| -- | ----------------------- | ------------- | -------------- | --------- | ---------- | -------- |
| 1  | Copenhague              | Copenhague    | Municipio      | 501,158   | 91.3       | 5.489,1  |
| 2  | Frederiksberg           | Frederiksberg | Municipio      | 91.855    | 8,7        | 10.560,5 |
| 3  | Copenhague              | Glostrup      | Distrito       | 618.529   | 526        | 1.175,9  |
| 4  | Frederiksborg           | Hillerød      | Distrito       | 378.686   | 1.347      | 281,1    |
| 5  | Roskilde                | Roskilde      | Distrito       | 241.523   | 891        | 271      |
| 6  | Selandia Occidental     | Sorø          | Distrito       | 307.207   | 2.984      | 103      |
| 7  | Storstrøm               | Næstved       | Distrito       | 262.781   | 3.398      | 77,3     |
| 8  | Fionia                  | Odense        | Distrito       | 478.347   | 3.485      | 137,2    |
| 9  | Jutlandia Meridional    | Aabenraa      | Distrito       | 252.433   | 3.939      | 64,1     |
| 10 | Ribe                    | Ribe          | Distrito       | 224.261   | 3.132      | 71,6     |
| 11 | Vejle                   | Vejle         | Distrito       | 360.921   | 2.997      | 120,4    |
| 12 | Ringkjøbing             | Ringkøbing    | Distrito       | 275.065   | 4.854      | 56.7     |
| 13 | Viborg                  | Viborg        | Distrito       | 234.896   | 4.122      | 57       |
| 14 | Jutlandia Septentrional | Aalborg       | Distrito       | 495.090   | 6.173      | 80,2     |
| 15 | Aarhus                  | Aarhus        | Distrito       | 661.370   | 4,561      | 145      |
| 16 | Bornholm                | Rønne         | Municipio reg. | 43.245    | 587        | 73,6     |